# Gregorio Papareschi
Gregorio Papareschi le Jeune, mort v. 1141) est un cardinal italien du XIIe siècle. Il est un neveu du pape Innocent II.

## Biographie
Le pape Innocent II le crée cardinal-diacre  de   Sant'Angelo in Pescheria  lors du consistoire de 1134. 